# Tyler Higbee
(en) Statistiques sur pro-football-reference
Tyler Higbee, né le 1er janvier 1993 à Clearwater en Floride, est un joueur américain de football américain évoluant au poste de tight end pour les Rams de Los Angeles en National Football League (NFL).
Auparavant, il jouait au football universitaire pour les Hilltopers de Western Kentucky avant d'être sélectionné par les Rams à la draft 2016 de la NFL.

## Biographie

### Jeunesse
Higbee est né à Clearwater en Floride. Il fréquente le lycée East Lake High School à Tarpon Springs, en Floride, où il pratique deux sports, le baseball et le football américain où il occupe le poste de wide receiver. Il est désigné meilleur joueur de son équipe.

### Carrière universitaire
Considéré comme une recrue deux étoiles par Rivals.com, Higbee fréquente l'université de Western Kentucky et joue au football universitaire pour son équipe des Hilltopers. Il réussit 15 réceptions pour 230 yards et inscrit quatre touchdowns lors de son année junior. Il comptabilise 38 réceptions pour un gain cumule de 563 yards et inscrit huit touchdowns lors de sa dernière année. Il est considéré comme l'un des meilleurs espoirs du football universitaire pour le poste de tight end.

### Carrière professionnelle
Le 14 décembre 2015, Higbee accepte l'invitation à jouer au Senior Bowl 2016. Néanmoins, le 23 janvier 2016, Higbee, représenté par Select Sports Group, annonce qu'il ne participera pas au match à la suite de l'entorse du genou subie au cours de la saison.
Higbee est un des 15 tight ends universitaires à participer au NFL Scouting Combine se déroulant à Indianapolis dans l'Indiana. Sa blessure au genou l'empêche de participer aux tests mais il en profite pour y rencontrer les représentants de diverses équipes. Le 29 mars 2016, Higbee assiste au Pro Day de Western Kentucky en compagnie de 14 joueurs dont Brandon Doughty (en), Prince Charles Iworah (en) et George Fant (en). Bien qu'il soit toujours incapable de performer physiquement, Higbee y rencontre des recruteurs et représentants de diverses équipes et notamment le directeur général des Rams de Saint-Louis, Les Snead (en). Au cours des jours précédant la draft, il rencontre également en privé des représentants des Broncos de Denver et des Saints de La Nouvelle-Orléans. À la fin de cette période, les experts et les recruteurs de la NFL estiment qu'Higbee est un potentiel choix de quatrième ou cinquième tour. Il est classé quatrième meilleur espoir au poste de tight end par Sports Illustrated et cinquième meilleur tight end par NFLdraftScout.com.
Higbee est sélectionné par les Rams de Los Angeles en 110e choix global lors du quatrième tour de la draft 2016 de la NFL. Il est le 27e joueur de l'histoire de l'université de Western Kentucky à être sélectionné à une draft de la NFL et son rang de sélection est le plus haut depuis celui de Joseph Jefferson (en) en 2002. Il est également le premier joueur de Western Kentucky avoir été sélectionné en 2016 et forme, avec Brandon Doughty et Prince Charles Iworah, la meilleure classe de draft de l'histoire de cette université.

#### Saison 2016
Le 9 juin 2016, il signe avec les Rams son contrat rookie de quatre ans pour un montant de 2,92 millions de dollars dont une prime de signature de 580 860 dollars.
Lors du camp d'entraînement, il entre en compétition pour le poste de tight end titulaire avec Lance Kendricks, Cory Harkey, Justice Cunningham et Temarrick Hemingway. L'entraîneur Jeff Fisher désigne Higbee en tant que troisième tight end des Rams, derrière les vétérans Lance Kendricks et Cory Harkey.
Higbee fait ses débuts en NFL et est titulaire pour la première fois de sa carrière pour le match d'ouverture de la saison face aux 49ers de San Francisco. Il réussit une réception pour un gain de deux yards malgré la défaite 0 à 28. Sa première réception dans la NFL survient lors de la première passe du match, un lancer de deux yards du quaterback Case Keenum. Il est de suite plaqué par Tank Carradine et Eric Reid. Au cours de la 9e semaine, Higbee réussit une réception de 31 yards, son record de la saison, malgré la défaite 13 à 10 contre les Panthers de la Caroline. Le 24 décembre 2016, il capte deux passes pour un gain cumulé de cinq yards et inscrit un touchdown (défaite 2 à 21 contre les 49ers). Ce premier touchdown en NFL survient à la suite d'une passe de deux yards du quarterback rookie Jared Goff au cours du quatrième quart temps.
Higbee termine sa saison rookie de 16 matchs (dont sept en tant que titulaire) avec 11 réceptions pour 85 yards et un touchdown.

#### Saison 2017
En 2017, le poste de tight end titulaire est laissé vacant après le départ de Lance Kendricks parti chez les Packers de Green Bay en tant qu'agent libre. A la fin du camp d'entraînement, Higbee est désigné titulaire au poste de tight end par le nouvel entraîneur principal Sean McVay pour commencer la saison 2017.
Higbee, titulaire lors du match d'ouverture de la saison gagné 46 à 9 contre les Colts d'Indianapolis, réussit deux réceptions pour un gain total de 17 yards. Le 8 octobre 2017réussit quatre réceptions, son record de la saison, pour 98 yards lors d'une défaite de 16 à 10 contre les Seahawks de Seattle. Au cours de la victoire 51 à 17 en 9e semaine contre les Giants de New York, Higbee inscrit un touchdown à la suite d'une réception de 8 yards.
Durant sa première saison sous les ordres de McVay, Higbee totalise 25 réceptions pour un gain cumulé de 298 yards et un touchdown en ayant joué l'ensemble des 16 matchs en tant que titulaire. Les Rams remportent le titre 2017 de la division NFC West avec un bilan de 11 victoires pour 5 défaites et se qualifient pour la phase finale. Le 6 janvier 2018, Higbee participe à son premier match de phase finale dans la NFL. Il y réussit une réception de 11 yards mais les Rams perdent 13 à 26 contre les Falcons d'Atlanta et sont éliminés de la course au Super Bowl.

#### Saison 2018
Higbee est de nouveau titulaire pour les 16 matchs de la saison régulière. Il gagne un total de 292 yards et inscrit deux touchdowns au cours de ses 24 réceptions, son record en carrière. Ces deux touchdowns sont inscrits à la suite de passes du quarterback Jared Goff lors des victoires contre les Cardinals de l'Arizona (34-0) et les Seahawks de Seattle (36-31). Il réussit six réceptions, un record en carrière, lors de la victoire 54 à 51 contre les Chiefs de Kansas City,,.
Les Rams sont à nouveau champions de la division NFC West et accueillent les Cowboys de Dallas lors du tour de wild card de la NFC. Higbee réussit deux réceptions pour un gain de 30 yards, les Rams remportant le match et se qualifiant pour disputer le finale de conférence NFC contre les Saints de La Nouvelle-Orléans. IL y réussit quatre réceptions pour un gain cumulé de 25 yards, inscrivant un touchdown d'un yard à la suite d'une passe de Goff au cours du troisième quart temps ramenant le score à 20-17. En prolongation, Higbee réussit deux réceptions pour 18 yards sur le drive gagnant des Rams, lequel se termine par un field goal de 57 yards inscrit par Greg Zuerlein et qui qualifié les Rams pour le Super Bowl LIII. Dans un match défensif contre les Patriots de la Nouvelle-Angleterre, Higbee ne réussit aucune réception dans la défaite 13–3 des Rams.

#### Saison 2019
Le 5 septembre 2019, Higbee signe avec les Rams, une prolongation de contrat d'une durée de quatre ans pour un montant de 31 millions de dollars dont 15,5 garantis. Lors de la victoire 34 à 7 en 13e semaine contre les Cardinals de l'Arizona, Higbee termine avec sept réceptions pour 107 yards et un touchdown. Contre les Seahawks de Seattle en 14e semaine (victoire 28 à 12), Higbee gagne 116 yards en réceptions. Au cours de la 15e semaine contre les Cowboys de Dallas, Higbee gagne 111 yards en 12 réceptions mais les Rams perdent 14 à 21. Contre les 49ers de San Francisco en 16e semaine, Higbee termine avec 104 yards en réceptions et vu la défaite 31 à 34, les Rams ne se qualifient pas pour la phase finale. Higbee finit la saison 2019 avec 69 réceptions pour un gain total de 734 yards (deux records en carrière) et trois touchdowns.

#### Saison 2020
Au cours de la 2e semaine de la saison 2020, Higbee enregistre cinq réceptions pour 54 yards et trois touchdowns lors de la victoire 37 à 19 contre les Eagles de Philadelphie. Higbee termine la saison avec 44 réceptions pour 521 yards et cinq touchdowns, son record en carrière.

#### Saison 2021
Jouant dans tous les matchs de la saison sauf un, Higbee totalise 61 réceptions pour 560 yards et égale ses cinq touchdowns de l'année précédente. Higbee devient le leader de l'histoire des Rams de Los Angeles au niveau des réceptions (234) et des yards gagnés en réception (2 487) par un tight end, dépassant les précédents records établis par Lance Kendricks et Billy Truax. Son record de 17 touchdowns en carrière arrive en deuxième position à égalité avec Kendricks de l'histoire de l'équipe derrière Damone Johnson.
Higbee établit de nouveaux records personnels en séries éliminatoires avec 9 réceptions et 115 yards. Cependant, lors de la finale de conférence NFC jouée contre les 49ers de San Francisco, Higbee se blesse au genou au cours du premier quart temps après avoir capté auparavant deux passes pour un gain de 18 yards. Sa blessure l'empêche de jouer le reste du match. Higbee est placé sur la liste des réservistes blessés le 12 février 2022 soit la veille du Super Bowl LVI. Les Rams remportent le Super Bowl LVI en battant 23 à 20 les Bengals de Cincinnati.

## Statistiques
| Année       | Équipe                          | Statut      | MJ |     | Passes réceptionnées | Passes réceptionnées | Passes réceptionnées | Passes réceptionnées |       | Courses | Courses | Courses | Courses |
| Année       | Équipe                          | Statut      | MJ | Nb. | Yards                | Moy.                 | TD                   | Nb.                  | Yards | Moy.    | TD      |         |         |
| 2011        | Hilltoppers de Western Kentucky | Fr.         | 11 | 02  | 092                  | 40,6                 | 1                    | -                    | -     | -       | -       |         |         |
| 2013        | Hilltoppers de Western Kentucky | So.         | 05 | 13  | 169                  | 13,0                 | 1                    | -                    | -     | -       | -       |         |         |
| 2014        | Hilltoppers de Western Kentucky | Jr.         | 06 | 15  | 230                  | 15,3                 | 4                    | -                    | -     | -       | -       |         |         |
| 2015        | Hilltoppers de Western Kentucky | Sr.         | 09 | 38  | 563                  | 14,8                 | 8                    | -                    | -     | -       | -       |         |         |
| Totaux NCAA | Totaux NCAA                     | Totaux NCAA | 31 | 68  | 1 054                | 15,5                 | 14                   | -                    | -     | -       | -       |         |         |

| Taille                 | Poids            | Bras              | Main              | Sprint   | Sprint   | Sprint   | Shuttle 20 yards | 3 cones drill | Détente   | Détente     | Développé couché | Test Wonderlic |
| Taille                 | Poids            | Bras              | Main              | 40 yards | 10 yards | 20 yards | Shuttle 20 yards | 3 cones drill | verticale | horizontale | Développé couché | Test Wonderlic |
| 1,97 m (6 ft 5 3/4 in) | 113 kg (249 lbs) | 84 cm (33 1/4 in) | 26 cm (10 1/4 in) | -        | -        | -        | -                | -             | -         | -           | 18               | 22             |

| Année      | Équipe              | MJ |                 | Passes réceptionnées | Passes réceptionnées | Passes réceptionnées | Passes réceptionnées |                 | Courses         | Courses         | Courses | Courses |  | Fumbles | Fumbles |
| Année      | Équipe              | MJ | Nb.             | Yards                | Moy.                 | TD                   | Nb.                  | Yards           | Moy.            | TD              | Nb.     | Perdus  |  |         |         |
| 2016       | Rams de Los Angeles | 16 | 11              | 085                  | 07,7                 | 1                    | 0                    | 0               | 0,0             | 0               | 0       | 0       |  |         |         |
| 2017       | Rams de Los Angeles | 16 | 25              | 025                  | 11,8                 | 1                    | 0                    | 0               | 0,0             | 0               | 0       | 0       |  |         |         |
| 2018       | Rams de Los Angeles | 16 | 24              | 292                  | 12,2                 | 2                    | 0                    | 0               | 0,0             | 0               | 1       | 0       |  |         |         |
| 2019       | Rams de Los Angeles | 15 | 69              | 734                  | 10,6                 | 3                    | 0                    | 0               | 0,0             | 0               | 0       | 0       |  |         |         |
| 2020       | Rams de Los Angeles | 15 | 44              | 521                  | 11,8                 | 5                    | 1                    | 1               | 1,0             | 0               | 0       | 0       |  |         |         |
| 2021       | Rams de Los Angeles | 15 | 61              | 560                  | 09,2                 | 5                    | 0                    | 0               | 0,0             | 0               | 1       | 0       |  |         |         |
| 2022       | Rams de Los Angeles | ?  | Saison en cours | Saison en cours      | Saison en cours      | Saison en cours      | Saison en cours      | Saison en cours | Saison en cours | Saison en cours | ?       | ?       |  |         |         |
| Totaux NFL | Totaux NFL          | 93 | 234             | 2 487                | 10,6                 | 44                   | 01                   | 1               | 1,0             | 0               | 2       | 0       |  |         |         |

| Année      | Équipe              | MJ |     | Passes réceptionnées | Passes réceptionnées | Passes réceptionnées | Passes réceptionnées |       | Courses | Courses | Courses | Courses |  | Fumbles | Fumbles |
| Année      | Équipe              | MJ | Nb. | Yards                | Moy.                 | TD                   | Nb.                  | Yards | Moy.    | TD      | Nb.     | Perdus  |  |         |         |
| 2017       | Rams de Los Angeles | 1  | 01  | 011                  | 11,0                 | 0                    | 0                    | 0     | 0,0     | 0       | 0       | 0       |  |         |         |
| 2018       | Rams de Los Angeles | 3  | 06  | 055                  | 09,2                 | 1                    | 0                    | 0     | 0,0     | 0       | 0       | 0       |  |         |         |
| 2020       | Rams de Los Angeles | 2  | 03  | 09                   | 03,0                 | 0                    | 0                    | 0     | 0,0     | 0       | 0       | 0       |  |         |         |
| 2021       | Rams de Los Angeles | 3  | 09  | 115                  | 12,8                 | 0                    | 0                    | 0     | 0,0     | 0       | 0       | 0       |  |         |         |
| Totaux NFL | Totaux NFL          | 9  | 25  | 190                  | 04,6                 | 1                    | 0                    | 0     | 0,0     | 0       | 0       | 0       |  |         |         |

## Vie privée
Le 20 avril 2016, Higbee est accusé d'agression au deuxième degré, d'intoxication alcoolique dans un lieu public et de délit de fuite face à la police, à la suite d'un incident survenu le 10 avril, au cours duquel il a brutalement agressé un homme à l'extérieur de la boîte de nuit « Tidball » à Bowling Green dans le Kentucky. Il a été identifié et arrêté après avoir fui les lieux. Selon le rapport, Higbee a déclaré avoir rencontré la victime, Nawaf Alsaleh, à plusieurs reprises. La première rencontre s'est produite à l'extérieur du pub « Dublin », où Higbee a déclaré qu'Alsaleh n'arrêtait pas de se frotter la tête contre le visage de sa petite amie et qu'il a continué malgré plusieurs avertissements lui demandant d'arrêter. Higbee a également déclaré qu'Alsaleh avait contacté des amis pour leur dire de venir le rejoindre pour se battre avec Higbee. Un officier lui a demandé comment il avait compris ce qu'Alsaleh avait dit puisque ce dernier parlait une langue qu'il ne comprenait pas. Higbee a juste répondu qu'il "le savait simplement". Une fois à la prison, Higbee a déclaré à l'officier qui l'avait arrêté « qu'Alsaleh n'avait jamais essayé de se battre avec lui ou ne l'avait pas poursuivi comme s'il allait lui faire du mal »,. 
Higbee a déclaré qu' « Alsaleh était entré dans son espace personnel et celui de sa petite amie et que dès lors il l'a frappé ». Plusieurs témoins ont déclaré qu'Alsaleh avait les mains baissées et que deux hommes blancs se disputaient avec lui et que ceux-ci avaient proféré des insultes racistes avant de le frapper. Après l'agression, Higbee a insulté la victime lui demandant également de « retourner dans son pays ». La victime a été retrouvée inconsciente et sur le parking du bar et a été hospitalisée à la suite d'une hémorragie cérébrale et d'une commotion cérébrale.
Le 24 juillet 2017, devant la « Warren Circuit Court », Higbee a plaidé coupable d'agression en raison de troubles émotionnels extrêmes. Le juge Steve Wilson a accepté un accord de plaidoyer selon lequel Higbee devait suivre un programme de déjudiciarisation avant le procès, effectuer 250 heures de travaux d'intérêt général et verser un dédommagement à la victime. Alsaleh est retourné en Arabie saoudite. Il a néanmoins pu rencontrer Higbee en personne, ce denier s'est excusé et lui a serré la main.